# Legian
Legian ist ein Touristen- und Wohngebiet an der Westküste der indonesischen Insel Bali, zwischen Kuta und Seminyak. 
Ursprünglich eine separate Gemeinde, ist dies nun ein weiterer Vorort von Kuta. Aufgrund seiner hohen Dichte an Einkaufsläden sowie Warungs und Restaurants, stieg Legian zusammen mit Seminyak und Kuta, die durch die gleiche Hauptstraße – die übergreifend Jalan Legian oder auch Legian Road genannt wird – verbunden werden, zu einem der beliebtesten Touristenorte Balis auf.